# 学校事故
学校事故（がっこうじこ）とは、文部科学省の定義では原則として、登下校中を含めた独立行政法人日本スポーツ振興センター法施行令第５条第２項に定める、医療費、障害見舞金又は死亡見舞金の支給である「災害共済給付」の対象となる「学校の管理下」で発生した事故を言う。プール、体育、部活動、校外学習中の事故、給食でのアレルギーや喉詰まり、学校施設設備などによる死傷、登下校時の学校活動全般での事故及び落雷・津波・雪崩など自然災害による被害などを示す。
なお、ここでの「学校」とは，学校教育法第1条に定める学校のうち、小学校・中学校、義務教育学校、高等学校、中等教育学校及び特別支援学校を示す。法令的には、独立行政法人日本スポーツ振興センター法においては「学校の管理下における児童生徒等の災害」と表し、災害とは負傷、疾病、障害又は死亡を指している。
2016年文部科学省は「学校事故対応に関する指針」を出し、重大な事故が起きたとき、学校が基本調査を行うよう求めている。しかしその実施が不十分との遺族の指摘がある。2023年12月、事故が起きた際の調査や国への報告が行われないケースが課題などとして学校の事故対応に関する指針の改訂案パブリックコメントが実施された。2024年2月、文部科学省は教育委員会に対し、事故の発生後に学校がまとめる「基本調査」を、今後は文科省に報告を必須とすることなどを求める改正案を明らかにした。2024年3月には学校事故対応に関する指針が改訂された。読売新聞の調査では過去7年間の死亡事故の7割が文科省に未報告となっている。なお、学校には学校保健安全法により、他の法令に基づくもののほか、毎学期一回以上、児童生徒等が通常使用する施設及び設備の異常の有無について系統的に安全点検を行う義務がある。
消費者安全調査委員会は、2023年に学校の施設又は設備による事故等について、消費者安全法第23条第1項の規定に基づく事故等原因調査報告書を文科省に提出した。学校における施設又は設備による事故等の防止を図る上では、安全点検の手法の改善及び担い手の支援を行う必要があると指摘しており「実効性のある安全点検が実施されていない」と指摘。翌年度には文科省あてフォローアップ確認資料を意見した。
他方、こども家庭庁では、子どもが死亡した後に、多職種の機関、専門家 (医療、警察。行政、福祉関係者など) が子どもの死に至る直接的、間接的な情報を収集し、予防可能な要因について検証し、効果的な予防対策を提言するチャイルド・デス・レビュー(予防のための子どもの死亡検証)の全国展開向けた検討会を2025年4月に開催し、2026年中にあり方をとりまとめる予定としている。

## 概要
学校内や通学中などで子どもが事故にあった際に、医療費や見舞金を給付する制度を運営する独立行政法人日本スポーツ振興センターでは、ホームページ上で災害共済給付において平成17年度以降に給付した、総数8,797件（令和3年度時点分まで）の死亡・障害事例が閲覧可能となっている。小学校・中学校・高校に通う子どもの99%が加入しているため、学校事故がほぼ網羅されている。この事故分析では、同じような事故が繰り返し起こっていることが専門家から指摘されており、名古屋大学教授内田良は「コピペ事故」と評し、繰り返し同じ状況で起こ学校事故に対し、過去の事件を分析し適切な予防策をとれば再発防止が可能であるが、その阻害要因は、事故情報の詳細が公表されず共有されないことだと指摘している。事故事例からは、予見可能性すなわち事故防止の可能性が見いだせると言及している。
2022年度の学校事故の医療費給付は80万件であり、コロナで減少傾向にあると報道されている。
また、文部科学省は、学校管理下における重大事故事例として次の事案をホームページに掲載している。
- 部活での熱中症
- プール飛び込み事故
- 体育時の事故
- 安全登山講習会での雪崩事故
- 校外学習時の熱中症
- 小学校清掃活動中の転倒事故
- 小学校体育授業中のゴールポスト転倒事故
- 小学校校地外における死亡事故

文部科学省の定めた学校事故対応に関する指針は、有識者会議において検討を行い、平成28年3月に取りまとめられたものとなっている。
2019年参議院常任委員会調査室・特別調査室の報告書では学校災害の発生について、小学校では休憩時間中が半数近くを占める一方、中・高等学校等では部活動中が半数を超えていること。また、死亡事故は突然死が全体の約34％を占めていると分析している。
なお、負傷については、「学校の管理下で起きている場合はもとより、負傷は学校の外で起きているが、その原因となった事実が学校の管理下で起きたことが明らかであると認められる場合を含む」とされる。「学校でのいじめ、体罰等が原因となったことが明らかな学校外での自傷行為による負傷などが該当する。ただし、教師の適正な指導、児童生徒の成績不振及び児童生徒の学校生活における通常の対人関係による不和を原因とする場合は含まない」と注釈がある。
JNNが行った学校事故のデータ分析では、2005年度から2023年までにあった熱中症での死亡事故の6割以上が「部活動中の高校生」となっていた。早稲田大学の細川由梨准教授への取材では、甲子園でも猛暑対策で2024年から二部制を取り入れるが、一方で部活動の一部の監督者が猛暑でも練習を敢行するのは大会スケジュール調整のためと推測しており、「日本スポーツ協会のガイドラインでは“暑さ指数”が31以上になれば、『運動は原則中止』」を浸透させ対策する必要性を語っている。
消費者安全調査委員会の2023年に学校の施設又は設備による事故等についての事故等原因調査報告書では、学校保健安全法により、毎学期１回以上、児童生徒等が通常使用する施設及び設備の安全点検を行うこととされており、ほぼ全ての学校で安全点検が実施する一方、窓からの転落、吹き抜けからの転落、椅子からの転倒、ゴールポストの転倒、防球ネット支柱の倒壊が起こる状況を分析した。文部科学大臣に対し、安全点検の改善、安全点検に関する担い手の支援、緊急的対策の実施とその結果について把握、検証すること及び点検にあたっては外部人材の活用が可能な場合には、その活用を検討することも依頼することなどを意見した。
学校事故について長年携わるNPO法人Safe Kids Japan理事長の山中龍宏医師は、長年学校での災害の発生件率に変わりばえがないのは、データが集められているだけで、有効な予防策につながる分析が行われず予防策が取られていないからだと指摘する。交通事故のデータが交通事故総合分析センターに送られ分析されることを引用し、それ同様に災害共済給付のビッグデータを分析する「学校事故総合分析センター」を設置を提唱している。

## データーベース

### 国内
- 独立行政法人日本スポーツ振興センターでは、ホームページ上で災害共済給付において平成17年度から給付した、過去の死亡・障害事例を公表している[26]。

- 朝日新聞では、日本スポーツ振興センターの災害共済給付制度の2016年度のビッグデータを産業技術総合研究所が分析し、サイト上で公表している[27]。

- 一般社団法人日本PTA全国協議会のサイトでは、幼稚園・小学校・中学校別の事例説明を行っている[28]。

- 国土技術政策総合研究所　建築研究部は、学校などの転落事故をデータベース化し公表している[29]。

### 海外
アメリカにおいても、CCSIRと呼ばれる国立スポーツ重大事故研究センターがある。1960年代にアメリカンフットボールでの死亡事故やけがが相次いだことから対応が始まった、全米の高校や大学などで起きた重大なスポーツ事故に関する全データ集約の仕組みが存在する。また、全米の高校の6割には、医師に準じる国家資格であるアスレティックトレーナーという専門の職員が配置されている。

## 統計
災害共済給付から見た負傷・疾病、死亡の年度別推移は負傷・疾病は増減しているものの、死亡は減少している。なお、学校の管理下における死亡で、損害賠償を受けたことなどにより死亡見舞金を支給しないものに対し供花料が支給される。
| 年度                 | 昭和53年度（1978） | 平成2年度（1990） | 平成11年度（1999） | 平成22年度（2010） | 平成27年度（2015） | 令和4年度（2022） |
| 負傷・疾病（千件）   | 831                | 1083              | 1122               | 1130               | 1078               | 803               |
| 死亡（供花料含まず） | 266                | 185               | 135                | 74                 | 63                 | 41                |
| 死亡（供花料）       | 不明               | 不明              | 不明               | 44                 | 26                 | 17                |

## 学校管理下の災害
学校管理下で起きた大規模な災害には、2011年東日本大震災での石巻市立大川小学校津波災害がある。また、2010年3月には栃木県高等学校体育連盟が主催した安全登山講習会で那須雪崩事故が起こり、引率教員と高校生が死亡している。同事故では2023年5月、宇都宮地方裁判所で栃木県に賠償命令が出された。

### 学校管理下の侵入事件
2001年の附属池田小事件では、大阪教育大学教育学部附属池田小学校に1名男が侵入し、8名の児童が殺害され、13名の児童と2名の教員が重傷をおった。⽂部科学省，大阪教育大学及び附属池田小学校と遺族との2003年年6月8日に締結された合意書には、外部からの不審者を容易に侵入させてしまい殺傷⾏為の発⽣を未然に防止することができなかった、危機通報、救助要請、組織的情報伝達、避難誘導、救命活動、搬送措置が⼗分にはなされなかったと記載された。
文部科学省では2002年に附属池田小事件などを受け、学校施設の安全管理に関する調査研究協力者会議が学校施設の防犯対策についての報告書を提出した。海外の事例などを挙げ、防犯監視システムの導入などを提唱している。
このほか、2003年には宇治小学校児童傷害事件で児童が切りつけられ、2005年には大阪府寝屋川市立中央小学校に卒業生の少年（17）が小学校のいじめを恨み刃物を持って侵入し、教職員3名を刺しうち1人が死亡した。2023年1月には戸田市立美笹中学校に刃物を持った卒業生ではない高校生少年（17）が3階教室に侵入し、試験監督をしていた男性教諭が負傷した。心理ケアのため該当校の中学生に教育センター心理カウンセラーが派遣された。2025年5月に東京都立川市立第三小学校では、保護者の知人男2名が校舎に侵入し教職員5名に顔面打撲などの怪我を負わせた。市教育委員会事務局教育部指導課はカウンセラーを派遣と門扉などの安全管理の検証を予定している。また、2000年の西鉄バスジャック事件犯人少年（17）も刃物を集め母校の中学校の襲撃計画を企画しており、両親が療養所に医療保護入院させた後にバスジャックを行っていることが明らかになっている。
なお、東京都渋谷区の公立小18校では正門に警備会社に委託した警備員が常駐し、それ以外の門は、通学時間帯以外は施錠されている。中学校は夜間や休日も警備員が巡回している。一方、文部科学省によると全国の小中高、幼稚園では防犯カメラやインターホンの設置は6割、警備員配置は1割と報道されている。

## 学校管理下の事故
独立行政法人日本スポーツ振興センターが令和3(2021)年度に「死亡見舞金」「障害見舞金」「供花料」「歯牙欠損見舞金」を支給した全事例393件にのぼる。令和3年の死亡見舞金は42件、うち中・高校が各16件である。「学校の管理下の出来事に起因する死亡」とされた窒息死も複数含む。過去における事故事例には次のようなものがある。

### 部活動事故
学校の柔道では、多数の死亡事故が起きており、中高1年生の初心者の頭部外傷に対して積極的に注意することで死亡事故が減少した実績がある。柔道技のなかでは大外刈による死亡が突出して多く、また事故は5月から8月の間に集中して起きていると分析されている。これは中高の1年生である初心者の頭部外傷に対して積極的にマスコミ等による注意喚起によって死亡事故の発生が抑えられた。また、野球では、ボールが頭や顔に直撃する事故がコピペのように多発していることが、内田良に指摘されている。校外でも事故が発生し、2025年4月には高校の山岳部活で女子高校生が滑落し意識不明の重体となった。

#### 熱中症
また、ラグビー、剣道、野球などスポーツ時またはその直後に熱中症を発症し、死亡また重大な後遺症が残った事案もある。

熱中症による身体機能損傷で龍野高校テニス部熱中症重度障害事件のような重度障害を負う事故も発生している。日本スポーツ振興センターの統計では熱中症は部活動では野球、ラグビー、柔道、サッカーなどで多く起こり、学年では高校1.2年に集中的に発生していることが分かっている。屋外でも起こる。また時期は梅雨明けの急に気温が上がる頃に多く起こるが、夏以外でも、長時間にわたって運動を伴う学校行事等でも発生している。2023年7月、中学1年の女子生徒が部活動後の下校中に山形県米沢市の路上で倒れ、熱中症の疑いで死亡した。市教育委員会は、小中学校の熱中症対応ガイドラインを見直した。県はスポットクーラーの設置やペットボトルや熱中症対策グッズ持ち込みを許可している。遺族は熱中症対策が進んでいることに感謝を述べている。なお熱中症対策には、深部体温を低下させるため全身水で冷却することが有効だが、アメリカの救急隊では遺体袋（ボディバッグ）をクーリングバスに代替する手法も取られている。猛暑の影響を受け令和に入り制服に半ズボンの導入が増加し、ポロシャツとあわせて着用が広まっている。ポロシャツや体操着の生地にも遮熱性があるものが導入され、ファン付きベストの試用も一部の学校で始まっている。

#### 心肺停止
2023年9月、千葉県市原市の中学校の陸上部の部活動中に中距離走の練習をしていた2年生の男子生徒が倒れAEDを使用後救急搬送されたが、およそ２週間後に死亡した事件が起こった。倒れた原因は急性心筋炎の可能性が高く、発症の予見は困難だったとする一方で、慎重に健康状態を確認すべきだったなどとする答申書が市でとりまとめられた。健康診断での心電図義務化、AED使用により死亡者は減少しているが、予期しない心臓突然死を防ぐには、心肺蘇生の普及とAEDの効率的な活用が重要であり、教職員への回数および質が担保された心肺蘇生研修が必要と中央教育審議会 学校安全部会で医師より指摘があった。

#### 落雷事故
2024年4月、宮崎市の鵬翔高校のグラウンドに雷が落ち、遠征で訪れていた熊本県の鹿本高校のサッカー部員18人が搬送され、6月時点でも1人が意識不明の重体となった。雷事故では野球部の例では、2014年8月には、愛知県で当時17歳の男子生徒に雷が直撃し死亡。2016年8月には、埼玉県で当時16歳の男子生徒が死亡している。いずれも当時雷注意報が発令されていたと言う。2025年4月、奈良市の私立学校では部活のサッカー部でグラウンドに落雷し、14歳の男子中学生5人と野球部の16歳のマネジャーの女子高生が病院に搬送された。当時落雷注意報があったが雨脚が強くなったばかりだったという。
2014年野球中に高校生が電撃死、2006年に体育祭中落雷を受け高校生が下肢切断・機能障害に、2004年には下校中の小学生が電撃死し水筒に落雷したとみられる。文科省は気象庁ホームページの「雷注意報」の発表状況やリアルタイム観測の「雷ナウキャスト」活用を推奨している。
事故防止のため、指導者が落雷の危険性を認識し、事前に気象情報を確認する。天候の急変などの場合にはためらうことなく計画の変更・中止等の適切な措置を講じ、危険がある場合には、すぐに安全な場所（鉄筋コンクリートの建物、自動車、バス、列車等の内部）に避難を文科省は呼びかけている。

#### プール事故
2025年1月、横須賀市教育委員会が2018年に市立中学校の男子生徒が民間プールで開催された合同練習会の部活動中の飛び込み練習で、プールの底に頭部を打ったことで下半身不随障害事故発生を公表し、損害賠償金約2億4100万円支払う内容で生徒側と示談となったことを明らかにした。

### 体育授業における事故

#### プール事故
プール飛び込み事故では産業技術研究所の北村光司主任研究員による分析では、平成26年度に日本スポーツ振興センターが補償を行った、小中学校と高校、それに幼稚園・保育園でのプール事故において「スタートや飛び込み時の衝突事故」は318件となっていた。小中高において現在は飛び込み指導は禁止されている。
一例では、2016年に都立高校では、デッキブラシを越えて飛び込むよう指示された生徒が重度障害を負い2024年3月東京地裁で、都に計約3億8500万円の賠償命令が出ている。また指導教員も業務上過失傷害罪に問われ、21年に東京地裁で罰金100万円の有罪判決を受け確定した。
2012年京都市の夏休み中小学校プール指導で女児が溺死した事故では、プールで浮いた姿で発見された女児が着用していた水着の色は水色で水の色が保護色となったことも注目されなかった理由と推論されており、オレンジ水着が望ましいと事故報告書に記載された。報告書では同じく2000年に小学生死亡事故が起こった杉並区での事故報告書を引用し「過去の水泳の事故例を見ると，その大部分は｢自由時間｣の中で起こっている」との分析と「浮島などの大型のマット類」の使用禁止にも触れている。両者では1年生が被害者で複数学年合同指導であり、プール水位も問題視された。また、警察の意見により事件当事者となった市教育委員会に死体検案書が送られず、直接日本スポーツ振興センターに送付されている。このため市教委はその詳細を知らずに両親と民事訴訟裁判になった苦悩を報告書に記載している。
2024年7月5日、高知市では市立小学校の水泳の授業に参加していた4年生の児童1人がおぼれて他の児童が発見して引き上げ、意識不明で搬送されたが翌6日死亡した。小学校のプールが機器の故障で使用できず高知市立南海中学校で授業を行っていた。高知市では市立の小中学校で今年度水泳授業の中止方針を出した。

当該事故でプールの貸し出しが行われた高知市立南海中学校は、1955年（昭和30年）5月11日に起こった日本国有鉄道（国鉄）の宇高連絡船紫雲丸による紫雲丸事故によって修学旅行中であった中学生28人の死者を出した学校であり、その事故によって、プール施設がない当時、児童の水泳技能の向上を望む民意が拡がったともされる。（詳細は「紫雲丸事故」を参照）

事実、コロナ禍で水泳授業がなかった3年間溺死が増加に転じていると語る識者もいる。後述のとおり2020年修学旅行時の船転覆事故で、指示により飛び込んだ生徒たちが全員無事だった事例もある。今回、故障があって使用できなくなった小学校が水泳時間確保を急いだ理由としても、紫雲丸事故が念頭にあって泳力を子どもにつけさせたかったことが述べられている。

一方、学校における働き方改革の進まず教員採用試験の低倍率が続き、大阪、受験者数は3年で25%減となったことなどから公立小学校の教員採用試験で、体育の実技を廃止する自治体が相次いでいる。
プール事故では人は一瞬で溺れ、子どもは入射角の関係から大人より水深が浅く見えることが指摘されている。
さらに、水中では水着の色により沈んでいることの発見しやすさが異なっており、アメリカのインストラクターは「青の水着は水に同化する」ため買わないよう警鐘を鳴らしている。日本では学校教育現場では水着は紺色で統一されている。しかし、鳥取県米子市では過去に児童が溺れた教訓を生かし、30年以上前から学校指定水着には蛍光オレンジが採用されている。2024年現在、スクール水着は指定がなくなり皮膚を守るためラッシュガード着用も可能となってきている学校も増えていると報道されている。
日本ライフセービング協会は、プール事故は溺水、飛び込み、吸い込み事故があり防止のためにバディシステムの採用、タワーやパトロールによる監視、余裕をもったシフト監視、死角を作らない、速やかな救助などを推奨している。

#### バスケットボール等事故
バスケットボール、跳び箱運動、サッカー・フットサルにおいても事故が多く、特に高額療養を要にする物には跳び箱の種目がある。

### 学校行事における事故
内田良教授は、リスクの高い校外という環境のもとで、担任一人で30～40人の子どもを管理する実態が、教員に対しあまりに過酷な現実だと指摘している。

#### 運動会での骨折
運動会での組体操の本番や練習において、倒立や肩車でも年間400件以上の骨折事故が起こっていると報道されている。
兵庫県伊丹市立小学校で2025年に、小学校6年生が運動会の旗を使った演目の練習中に木製の持ち手で股間を強く打ち、 睾丸の皮膚が裂け手術となった。

#### 駅伝・マラソン大会等での心肺停止
駅伝やマラソンでの心肺停止も発生しており、さいたま市立小学校での小6女児の2011年死亡事故を受け、さいたま市では遺族と市教委が自動体外式除細動器（AED）を活用した救命のマニュアルで女児の名前から命名した「ASUKAモデル」を策定して、緊急時の早期対応を図っている。

授業中などを含めた学校事故のNHKの分析では、5月に突然死が多く、また持久走で亡くなった子どものうち3割近くが「走り終わった後」や「休憩中」に倒れていると判明した。また、アスレティックトレーナー山中美和子が独自に分析した情報では、部活中の死亡事故の「学校の外」で起きたケースが4割であることから、AED設置場所の確認や持参の検討を行うべきであり、外の活動では単身で行わない重要性を指摘している。

#### スキー実技での死亡
2016年、広島県北広島町の小学校で体育科スキー実技実習に係る授業中、小学6年女児がスノーボーダーと衝突して死亡した。

#### 海外ハイキングにおける死亡
学校法人が主催する海外ホームステイにおいてハイキングで崖から転落死した中学生の給付金支給を保護者が主張し争ったが、海外研修は契約の給付条件に当たらないとして令和2年2月27日に名古屋地方裁判所にて請求が棄却された。

### 校外活動行事における事故
修学旅行、卒業旅行において、死亡・障害事故が発生することがある。
- 1955年、瀬戸大橋の開通していない時代に岡山と香川間を結ぶ旅客船「紫雲丸」は大型貨車運航船と衝突して沈没し、乗船していた広島県の豊田郡木江町立南小学校の修学旅行生だった児童や教員、引率の保護者など、168名が死亡した[89]。（詳細は#紫雲丸事故）
- 1988年3月24日、高知学芸高校が修学旅行で中国の上海において、乗車の列車が対向の列車と正面衝突して１年生の生徒27人と教員1人が死亡した[90]。（詳細は#上海列車事故）
- 2023年2月、小学校の卒業旅行で長野県に宿泊旅行をした小学校6年の女児は、スキー場のそり遊びで倒れ、搬送時には心肺停止となり死亡した。事後時、宿泊先にはAEDはなく、約1キロ離れた宿からAEDの貸し出しを受け、また学校で心肺蘇生の講習会は3年以上行われていなかった。ただし司法解剖は行われず死因は特定されていない[91]。
- 2020年、瀬戸内海で修学旅行中の小学生ら62人が乗った旅客船が急な進路変更の末座礁、沈没した。沈没前に多くの児童が指示に従って飛び込み他の船に救助され入院者が出たが大過なかった[92]。
- 東京都墨田区立小学校が2024年6月に行った校外学習で学校が手配したバスが小動物に驚きガードレールに衝突する物損事故を起こした。児童が打撲する軽傷を負った。複数の乗客を死傷させる事故を起こしたバス会社を確認なく使用していた。運転手不足問題が背景にあると見られている[93]。

### 学校給食での事故

#### 窒息事故
小学校1年生が白玉団子を、小学校5年生が米粉パンを喉に詰まらせ、また支援学校の高校3年生が食べ物を口に入れすぎてのどを塞がれ、死亡している。2024年2月には、うずらの卵で小学校1年生が窒息死した。医師であるNPO法人「Safe Kids Japan」山中龍宏理事長は、小学校１年は乳歯生え替わりの時期でもあるとの危険性を指摘している。このため、永久歯が生えそろう小学3年生頃までにウズラの卵を与える時は、切って与えるか、自分で切ってから食べることが必要であり、給食では担任が食事前に児童を指導するべきであり、「食育」には「安全」の項目も必要と語った。厚労省によると2018から2022年に食品を喉に詰まらせたなどで窒息死した9歳以下の子どもは49人となっていると報道されている。
日本医師会は、窒息が起こると親指と人差し指で喉をつかむ仕草が現れることを知っておき、背中を強くたたく（背部叩打法）、みぞおちを背中から抱え上げて組んだ両手で突きあげる（背部突き上げ法・ハイムリック法）を行うことを推奨する。またぐったりして反応がない場合は119番通報と共に、AED利用を行うよう呼びかけている。

#### アレルギー事故
2012年、調布市の市立小学校の給食でアレルギーを持つ小5女児に対し、母親の作成した禁忌リストに印がなかったこと、学校側作成の除去リストが担任の手元になかったことも相まって調布市立の小学校では誤って禁忌食品のおかわりを提供してしまった。アレルギー症状を発症したが本人がエピペンを打つことを「やめて、打たないで」と発言し教員が躊躇して取りやめ、その後失神後に打ったがアナフィラキシーショックにより死亡した事故が起こっている。2024年9月に上越市の公立小学校の小1の食物アレルギー事故では、教育委員会は児童のひじがアレルギー成分の卵を含むかきたま汁が入った食器に触れたとされているが、主治医の再現検査では発症していない。保護者は児童が入院まで至ったことから学校側に服薬やエピペン使用をすべきだったと主張している。
日本小児アレルギー学会は、エピペン処方の患者に次の緊急症状の13項目に1つでも当てはまる場合には5分以内に判断し使用を推奨している。症状がない場合には、服薬させ、少なくとも5分ごとに症状を観察する。
一方、食後の運動で発症する、食物依存性運動誘発アナフィラキシーショックを学校で初めて起こす場合もある。三重県教育委員会でも食事後の運動で発症した事例や、食材誤認、誤配食などが報告されている。
愛知県あま市の対応実例報告では、保護者が誤った食材の弁当を持参させたり、エピペンを入れ忘れたりするケースもある。
アメリカでは、2013年11月に小学校・中・高等学校にアドレナリン（エピペン）常備を義務付け、かつ、研修を受けた教職員にその投与の権限があるとしている州を連邦の関係補助金において優先的に扱う法案が成立した。こうした投与を行う教職員は免責されている。
なお、アドレナリン自己注射薬を誤射した3例の報告研修では、重篤な副反応は認められなかった。

### 学校施設による事故

#### ゴールポスト等転倒
サッカーのゴールポストでは、平成25年度から平成27年度では毎年1300件近くの事故が発生している。中でもぶら下がり事故による下敷きになる例は後を絶たず、死亡事故も発生している。
NPO法人 Safe Kids Japanは、2004年の中学生死亡事故、2017年の小学生死亡事故が両方とも1月13日に発生したものだったことから、1月13日を「サッカーゴール等固定チェックの日」と定め注意喚起を行うようになった。また、強風やぶつかりによる事故、移動時の転倒も起こっている。2023年には、札幌市内の私立高等学校での女子硬式野球部員1人が倒れてきた移動式の防球ネットの下敷きとなり重体となった事故が起こり、監督が業務上過失致傷容疑で地裁に書類送検された。
- 2004年1月13日、静岡県の静岡市立清水第六中学校の校庭で、昼休みサッカーをしていた中学3年生の14歳の男子生徒が、突風で転倒したサッカーゴールに頭を打ち付けられ頭の骨が折れ死亡[113]。当時の校長は、17日に葬儀に出席した後、遺書を書き自殺をはかり翌18日の朝自宅で首をつった状態で発見される[114]。

- 2017年1月13日、福岡県大川市立川口小学校の校庭で、サッカーの授業中に、味方チームがゴールを入れた際にキーパーをしていた小学校4年生の少年がぶら下がり、固定できていなかった約130kgのゴールポストが倒れ少年が死亡[115]。

#### 転落事故
学校の屋上にある天窓も、2010年霧島市の小学校で上に乗った子供が突き破って落下する事故があり同様の事故が絶えないが、落下防止柵や天窓を塞ぐ対応が取られることで解決するとの指摘がある。
図書館の本棚にのり窓から転落した死亡事故など、転落事故も多数発生している。足場になるものがあったり、窓際のカーテンで窓の開放に気づかず転落した事例が要因となっていることと報道されている。2011年（平成23年）10月12日堺市立東深井小学校で発生した、児童が校舎から転落した死亡事故をきっかけとして、堺市では全校施設点検が行われ報告書が作成された。全教職員が安全点検を行い、さらに安全管理の一層の徹底を図る、窓下に足掛りとなるものは絶対に置かないようにする、窓から身を乗り出せば転落する危険があることを児童等に理解させ、日頃から児童等の安全に対する意識の高揚を図り危険を予測し回避する能力を育成する安全指導を十分に行うなどを指導した。
2024年8月には、武蔵野市立本宿小学校で、地域の宿泊行事に参加していた男子中学生が3階ベランダから転落し翌日死亡した。事件性はないとみられている。

### 授業中の事故
2024年9月、京都市西京区の小学校で理科で塩酸のにおいを確かめる実験中、匂いがしないとの意見に塩酸を足したところ児童9人が気分不良となり救急搬送された。5月に多い学校の硫化水素事故が多発すると報道されている。
2025年5月、東京都江戸川区の中学校で、試験管に硫化鉄と塩酸を入れて硫化水素を発生させる理科実験のあと、生徒6人が体調不良を訴え3人が救急搬送された。
2025年5月、名古屋市の市立小学校で理科で植物の葉にデンプンがあるかを調べるため、エタノールを入れた試験管を湯せんする実験中、児童がやけどを負った。手順を誤り湯煎を行うべきところを、ビーカーを直接ガスコンロで加熱しエタノールに引火した。

### 学校環境による事故
杉並区では、2023年4月に区立小学校の校庭で体育の授業中に児童が転倒した際に地面から出ていた釘によって、左ひざを切る大けがをした。続く区立全校点検では千本を超える釘が発見された。全国でも目印に使用したと思われる新旧の釘が多数校庭から発見されている。金属探知機を使って地中に埋まっているくぎがほかにもないか確認が進められ、運動会などで釘を使用した場合には目印をつけ終了後速やかに撤去が行われるように注意されるようになった。2025年6月、足立区でも小学校の校庭で、児童が転倒した際に地面に埋まっていたくぎでひざ下を切る大けがの事故が起こった。

### 学校敷地内専用車による事故
2024年11月、深夜に埼玉栄高校で、グラウンド整備などに使うもので鍵が車内にあった車を男子生徒が同級生などを乗せて敷地内で運転して横転し、うち17歳男子生徒が死亡した。生徒が過去にも運転していたことが分かっている。

### 子供同士の加害行為
2019年11月に愛知県半田市の市立小学校で、自作の矢を他の小学生に放って目に当て、後遺症が残った事件が起き、名古屋地裁は市に対し、教諭は弓矢を取り上げたり、注意喚起したりするなどの義務を怠ったとして国家賠償法に基づいて約3400万円の損害賠償を命じる判決を下した。
いたずらによる椅子引きによって尻餅をついて、高校3年生で脊髄が潰れ半身不随になった事例がある。
小学校5年生で友だちがバット代わりにして振った傘の柄が眼球を直撃し右眼人工的偽水晶体症、右外傷性散瞳になった事故もある。

### 教職員による事故
1990年に神戸高塚高校校門圧死事件では、遅刻しそうになり学校への駆け込みをする生徒に対し教員が校門を閉めたため、はさまれた女子生徒が圧死した。

### 登下校時の事故

#### 交通事故
警察庁の報告では、登下校中の交通事故で死亡したり重傷をおったりした児童（小学生）の数は5年間（平成28～令和2）で908人にのぼっている。登校時の集団登校で、大きな交通事故に巻き込まれる事案も起こっている。
統計では、小学生では4月から交通事故が増え6月に１年で最も多く、事故にあう年代は小学1.2年生が全体の半数近くを占め、時間帯でみると下校中が最も多くなっている傾向がある。しかし小中高学校の学年別で見ると、最多は自転車通学もする高校1年生となっており、平成27年度統計では5238人が死傷している。小学生・中学生・高校生のいずれも、死傷者は低学年ほど多い。平成11から21年度の死亡事故統計では、時間帯は朝の7時と8時に事故が集中している。
車が一列に並ぶ小学生の登校班に突っ込む交通事故は繰り返し発生しており、その場合複数死傷者が出る。しかし一方で集団登校では人通りの少ない道路での別の犯罪の心配が少ないなどのメリットもある。交通事故では特に20年間の分析では、小学校1年生7歳の歩行中の死傷者数が常に全年齢中で高く、死傷者数は減少しているものの、登下校中の事故は35％を占める。2025年5月に大阪市は、小学校下校中の児童を狙い殺害目的ではね7名が傷害を負った事件も起こり、集団を狙ったとも見られる。
登下校での自転車通学による死傷を防ぐため、県立高校では自転車通学時のヘルメット着用を義務づけする動きが広まっている。愛知県では、2014年の2名の高校生の自転車通学事故をきっかけに学生ヘルメット着用義務化が導入された。福岡市では中学生がヘルメットを着用し一命を取り留め、学生による啓発活動も行われている。

#### 所有物による事故
登校時に7歳児が水筒を左斜めに肩にかけていたが小学校内に入ったところでつまずき、首から提げていた水筒が地面とおなかの間に挟まって腹部を強打した。外傷性の膵すい損傷になり３回の手術が行われ、膵臓は半分切除され、脾臓の摘出が行われた。なお近年ではランドセルタイプのリュックに水筒など収納できるものも発売されている。

### 校内での感染症の感染拡大影響に関する裁判
2019年に広島県在住の白血病であった公立小2年の男児（8）はインフルエンザに感染し、全身性炎症反応症候群と脳ヘルニアを発症して死亡した。保護者は校内で感染が広がっていたインフルに起因するとして日本スポーツ振興センターに死亡見舞金を請求したが、2023年1月に「学校の管理下における感染と認めることができない」などとして不支給決定となった。保護者は3千万円の支払いを求めて広島地裁に提訴し日本スポーツ振興センターは請求棄却を求めている。

## 補償
独立行政法人日本スポーツ振興センター（JSC）は、学校の管理下における児童生徒等の災害に対して、災害共済給付を行う。災害共済給付は、「災害共済給付オンライン請求システム」により行われている。学校の管理下の範囲は次の通り。
- 学校が編成した教育課程に基づく授業を受けている場合（保育所等における保育中を含む。）
- 学校の教育計画に基づく課外指導を受けている場合
- 休憩時間に学校にある場合、その他校長の指示又は承認に基づいて学校にある場合
- 通常の経路及び方法により通学する場合（保育所等への登園・降園を含む。）
- 学校外で授業等が行われるとき、その場所、集合・解散場所と住居・寄宿舎との間の合理的な経路、方法による往復中
- 学校の寄宿舎にあるとき

災害の種類・範囲は負傷・疾病・傷害・死亡に分かれている。
同一の災害の負傷又は疾病についての医療費の支給は、初診から最長１０年間継続して受けることができる。
同一の負傷又は疾病に係る医療費の月分ごとに、翌月10日の翌日（11日）から起算して2年の間に請求を行わないときは、時効となる。

## 訴訟
損害賠償の訴訟は、私立学校へ使用者責任（民法715条）債務不履行（民法415条）等を問うものとなり、国公立学校へは国家賠償法1条に基づく損害賠償請求訴訟となる。このほか、障害や死亡に関しては、加害側が刑法211条（業務上過失致死傷等）刑法209条１項（過失傷害）等で起訴される。

## 関連団体
NPO法人Safe Kids Japan